# 塞米基夫齊
49°22′33″N 25°22′22″E / 49.37583°N 25.37278°E
塞米基夫齊（羅馬化：Semykivtsi）是烏克蘭的村落，位於該國西部捷爾諾波爾州，由捷尔诺波尔区負責管轄，始建於1675年，面積1.61平方公里，2001年人口241，人口密度每平方公里150.2人。